# Choretrum pritzelii
Choretrum pritzelii là một loài thực vật có hoa trong họ Santalaceae. Loài này được Diels mô tả khoa học đầu tiên năm 1904.